# Ve gouvernement constitutionnel portugais
IIIe République portugaise
IVe constitutionnel VIe constitutionnel
Le Ve gouvernement constitutionnel (en portugais : V Governo Constitucional) est le gouvernement de la République portugaise entre le 1er août 1979 et le 10 janvier 1980, sous la Ire législature de l'Assemblée de la République.
Il est dirigé par l'indépendante Maria de Lourdes Pintasilgo, directement choisie par le président António Ramalho Eanes. Il succède au IVe gouvernement constitutionnel, alors sous l'autorité de l'indépendant Carlos Mota Pinto. Il est remplacé par le VIe gouvernement constitutionnel, sous la direction du libéral Francisco Sá Carneiro et soutenu par une coalition de droite.

## Historique du mandat
Dirigé par la nouvelle Première ministre indépendante Maria de Lourdes Pintasilgo, ancienne ministre des Affaires sociales. Il bénéficie du soutien de l'Action sociale-démocrate indépendante (ASDI) et de sans partis, qui disposent ensemble 42 députés sur 263, soit 16 % des sièges de l'Assemblée de la République.
Il est formé à la suite de la démission de Carlos Mota Pinto, au pouvoir depuis octobre 1978. 
Il succède donc au IVe gouvernement constitutionnel, constitué de technocrates et soutenu par le Parti social-démocrate (PPD/PSD) et le Parti du Centre démocratique et social (CDS).

### Formation
Le 13 juillet 1979, cinq semaines après la démission de Carlos Mota Pinto, le président de la République António Ramalho Eanes annonce avoir reçu l'autorisation du Conseil de la Révolution (pt) pour prononcer la dissolution de l'Assemblée de la République et convoquer des élections législatives anticipées. Il indique son intention de mettre en place un gouvernement de gestion, neutre et indépendant des partis pour conduire le pays jusqu'au scrutin.
Il confie six jours plus tard à l'ambassadrice auprès de l'Unesco Maria de Lourdes Pintasilgo, ancienne ministre et secrétaire d'État à l'époque de la transition entre la révolution des Œillets et la IIIe République. Issue de la gauche chrétienne, elle avait déjà été envisagée par la gauche pour diriger les IIIe et IVe gouvernement constitutionnel. Sa désignation est vertement critiquée par le PPD/PSD et le CDS pour son positionnement à gauche, tandis que le Parti socialiste (PS) et le Parti communiste portugais (PCP) se montrent réservés, mais plutôt favorables à ce choix de transition.
En une dizaine de jours, elle forme son exécutif dont elle présente la composition le 30 juillet. Constituée en un temps record, cette nouvelle équipe de 16 membres réunit plusieurs anciens ministres, notamment aux postes-clé des ministères de l'Intérieur, de l'Agriculture, et de la Communication sociale. Elle compte deux dissidents du PPD/PSD, aux ministères du Travail et des Finances. L'exécutif est plutôt bien accueilli par les communistes et les socialistes, ces derniers regrettant même qu'elle ne soit mise en place que pour organiser de nouvelles élections et non mener la législature à son terme.
Le 18 août, le programme gouvernemental est approuvé par l'Assemblée de la République après que celle-ci a repoussé la motion de rejet déposée par les sociaux-démocrates et les chrétiens-démocrates. Si le texte n'a reçu que 33 voix contre — issues de l'ASDI et de sans parti — et 79 suffrages favorables, il n'a pas recueilli la majorité absolue. Socialistes et communistes font pour leur part le choix de l'abstention,.

### Succession
Après la victoire de l'Alliance démocratique (AD) aux élections du 2 décembre, la Première ministre remet sa démission le 27 décembre, afin de favoriser l'accession au pouvoir de Francisco Sá Carneiro. Ce dernier forme dans les jours qui suivent le VIe gouvernement constitutionnel, qui dispose de la majorité absolue des sièges au sein du nouveau Parlement.

## Composition
| Fonction                                                                       | Titulaire | Titulaire                        | Parti |
| ------------------------------------------------------------------------------ | --------- | -------------------------------- | ----- |
| Premier ministre                                                               |           | Maria de Lourdes Pintasilgo      | Sans  |
| Ministre adjoint Ministre de l'Intérieur                                       |           | Manuel da Costa Brás             | Sans  |
| Ministre de la Coordination sociale Ministre des Affaires sociales             |           | Alfredo Bruto da Costa           | Sans  |
| Ministre de la Coordination culturelle Ministre de la Culture et de la Science |           | Adérito Sedas Nunes              | Sans  |
| Ministre de la Défense nationale                                               |           | José Alberto Loureiro dos Santos | Sans  |
| Ministre des Affaires étrangères                                               |           | João de Freitas Cruz             | Sans  |
| Ministre de la Justice                                                         |           | Pedro Sousa Macedo               | Sans  |
| Ministre des Finances                                                          |           | António de Sousa Franco          | ASDI  |
| Ministre de la Coordination économique Ministre du Plan                        |           | Carlos Corrêa Gago               | Sans  |
| Ministre de l'Agriculture et de la Pêche                                       |           | Joaquim da Silva Lourenço        | Sans  |
| Ministre de l'Industrie                                                        |           | Fernando Videira                 | Sans  |
| Ministre du Commerce et du Tourisme                                            |           | Acácio Pereira Magro             | Sans  |
| Ministre du Travail                                                            |           | Jorge Sá Borges                  | Sans  |
| Ministre des Transports et des Communications                                  |           | Frederico Monteiro da Silva      | Sans  |
| Ministre du Logement et des Travaux publics                                    |           | Mário de Azevedo                 | Sans  |
| Ministre de l'Éducation                                                        |           | Luís Veiga da Cunha              | Sans  |
| Ministre de la Communication sociale                                           |           | João Figueiredo                  | Sans  |